# 평택세관
평택세관(平澤稅關, Pyeongtaek Customs)은 경기도 평택시 일원의 관세 부과·감면 및 징수와 수출입 물품의 통관 및 밀수출입 단속에 관한 사무를 관장하는 대한민국 관세청의 소속기관이다. 2002년 5월 27일 발족하였으며, 경기도 평택시 포승읍 평택항만길 45에 위치하고 있다. 세관장은 서기관으로 보한다.
2009년 5월 1일부터 인천본부세관 소속에서 관세청 직할세관으로 바뀌었는데 본부세관급이 아닌 일반세관 중에서는 유일한 경우이다.

## 직무
- 인사, 문서의 수발·심사·보존, 보안 및 관인관리
- 수입물품에 대한 조세의 부과·징수 및 감면에 관한 사항
- 수출입물품의 통관에 관한 사항
- 수출입물품의 통관에 관한 적법성 심사와 세액 및 환급 심사에 관한 사항
- 공항과 항만에 대한 감시업무에 관한 사항
- 선박·항공기의 입출항절차 및 검색에 관한 사항
- 총기류·폭발물등 테러관련물품의 반출입에 관한 사항
- 관세법등 위반사범에 대한 범칙수사업무에 관한 사항
- 밀수단속에 관한 사항
- 부정무역, 불공정무역, 원산지표시 위반 및 지식재산권 침해에 관한 조사 및 수사
- 수출입물품중 멸종위기에 처한 야생동식물, 특정야생동식물, 자연생태계 위해동식물업무에 관한 사항
- 자유무역협정의 집행에 관한 사항

## 연혁
- 1980년 6월 14일: 수원세관 소속으로 오산감시서 설치.[3]
- 1981년 7월 23일: 송탄감시서로 개편.[4]
- 1987년 4월 1일: 송탄출장소로 개편.[5]
- 1996년 7월 10일: 평택출장소로 개편.[6]
- 2002년 5월 27일: 평택세관으로 승격.[7]

## 관할구역
- 경기도 평택시, 안성시
- 충청남도 당진시 평택당진항 해상 및 부두지역

## 조직

### 세관장
- 통관지원과[8]
- 수입과[9]
- 납세심사과[9]
- 조사과[9]
- 감시과[9]
- 휴대품과[9]